# Teplicei járás

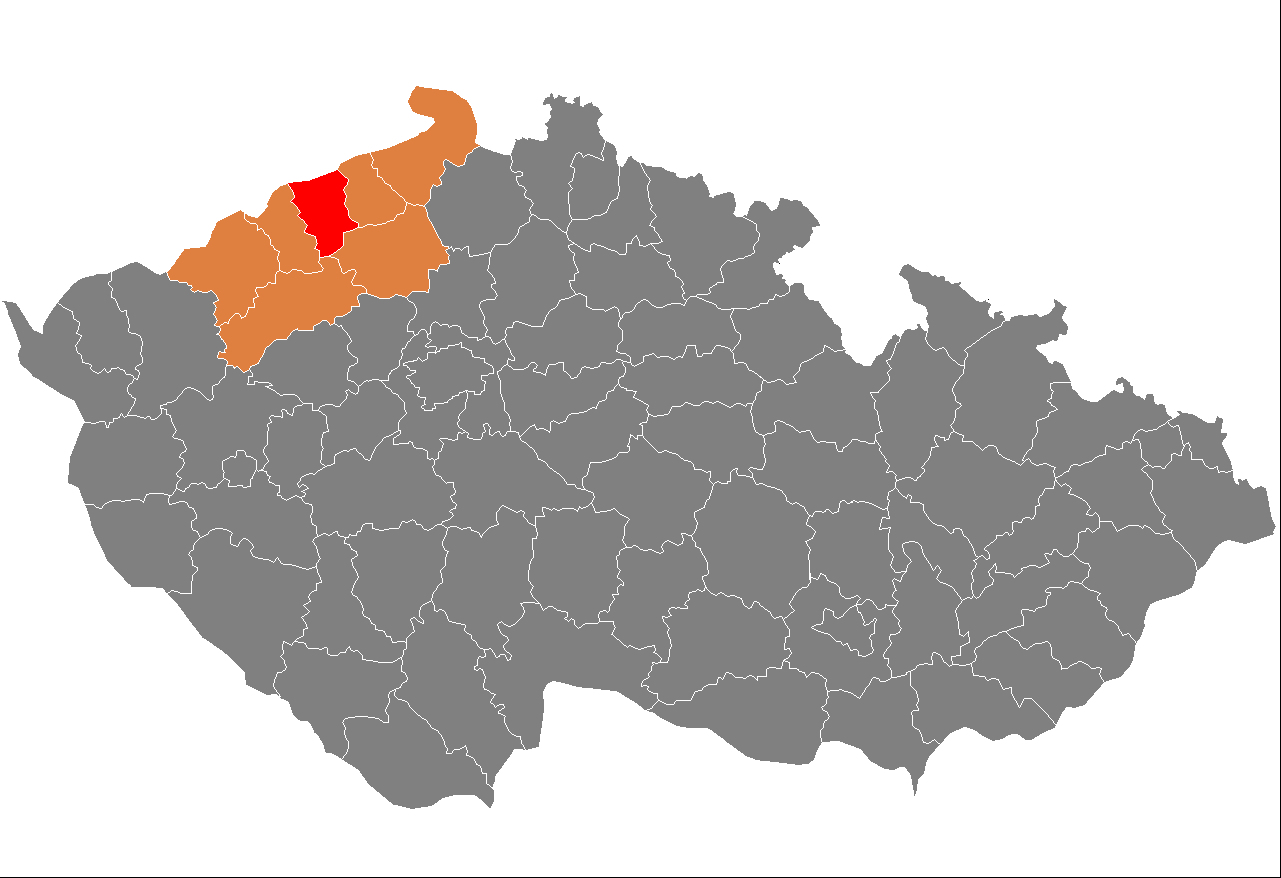
A Teplicei járás

A Teplicei járás (csehül: Okres Teplice) közigazgatási egység Csehország Ústí nad Labem-i kerületében. Székhelye Teplice. Lakosainak száma 134 163 fő (2009). Területe 469,27 km².

## Városai, mezővárosai és községei
A városok félkövér, a mezővárosok dőlt, a községek álló betűkkel szerepelnek a felsorolásban.

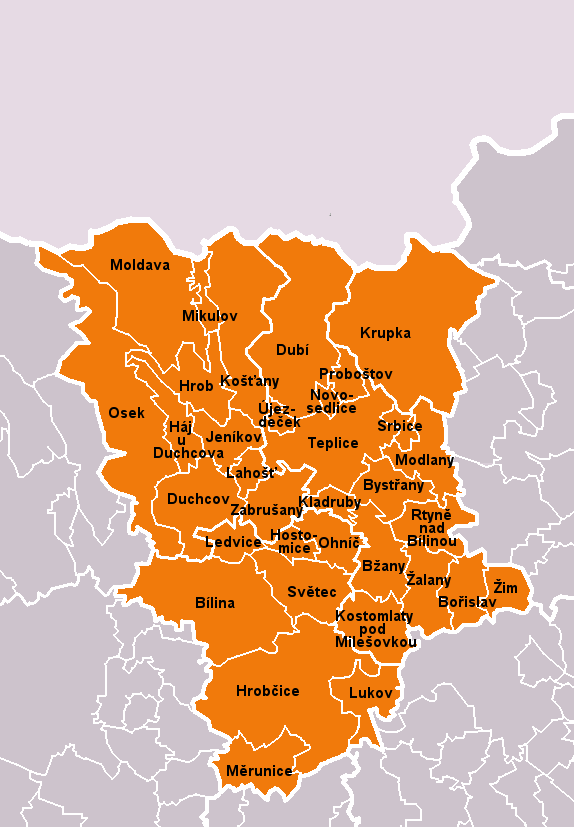
ATeplicei járás települései

Bílina •
Bořislav •
Bystřany •
Bžany •
Dubí •
Duchcov •
Háj u Duchcova •
Hostomice •
Hrob •
Hrobčice •
Jeníkov •
Kladruby •
Košťany •
Kostomlaty pod Milešovkou •
Krupka •
Lahošť •
Ledvice •
Lukov •
Měrunice •
Mikulov •
Modlany •
Moldava •
Novosedlice •
Ohníč •
Osek •
Proboštov •
Rtyně nad Bílinou •
Srbice •
Světec •
Teplice •
Újezdeček •
Zabrušany •
Žalany •
Žim

## Fordítás
- Ez a szócikk részben vagy egészben  a   Teplice District című angol Wikipédia-szócikk ezen változatának fordításán alapul.  Az eredeti cikk szerkesztőit annak laptörténete sorolja fel. Ez a jelzés csupán a megfogalmazás eredetét és a szerzői jogokat jelzi, nem szolgál a cikkben szereplő információk forrásmegjelöléseként.
- Ez a szócikk részben vagy egészben  az   Okres Teplice című cseh Wikipédia-szócikk ezen változatának fordításán alapul.  Az eredeti cikk szerkesztőit annak laptörténete sorolja fel. Ez a jelzés csupán a megfogalmazás eredetét és a szerzői jogokat jelzi, nem szolgál a cikkben szereplő információk forrásmegjelöléseként.